# Востріков Андрій Іванович
Андрій Іванович Востріков (10 [23] жовтня 1902 — 26 вересня 1937) — радянський тибетолог, індолог, монголознавець, дослідник класичної індо-буддійської філософії, доктор філологічних наук і доктор літературознавства (15.01.1935, без захисту).

## Біографія
Народився в с. Агарівка Аткарського повіту Саратовської губернії в родині священика Івана Івановича Вострікова. Мати — Зінаїда Анатоліївна Вострікова.
У 1924 році закінчив суспільно-педагогічне відділення Факультету суспільних наук Петроградського університету. З червня 1925 р. — науковий співробітник 2-го розряду. У травні 1926 року вступив до аспірантури НДІ порівняльної історії літератур та мов Заходу і Сходу при Ленінградському університеті, співробітник Азійського музею (з 1926 р.) та Інституту буддійської культури (1928-30 рр.), викладач Ленінградського Інституту живих східних мов і ЛДУ (з 1929 г.). З 1930 р. — старший науковий співробітник Інституту сходознавства АН СРСР. Учень академіків Ф. І. Щербатского (санскрит, тибетська мова) і Б. Я. Владимирцова (Монгольська мова).
З 1928 по 1932 рр. п'ять разів був у відрядженнях в Агинському дацані Бурят-Монгольської АРСР для вивчення дацанів, їх побуту, буддизму як релігії і як філософського вчення. В результаті цих поїздок А. І. Востріков досконало опанував письмовою та розмовною тибетською мовою, став знавцем тибетських історичних джерел і привіз величезну кількість тибетських рукописів і ксилографії, більшість з яких було передано в Інститут сходознавства АН СРСР. Дуже ретельно збирав А. І. Востріков й особисту бібліотеку, яка, за словами Щербатского, представляла собою «цінність абсолютно виняткову».
У 1930-тих рр. займався основними текстами індуїстської філософської системи ньяя і творами з буддійської логіки, вивчав «Калачакру-тантру».
На початку 1937 р. був призначений керівником тибетської групи Інституту сходознавства АН СРСР.
Однак 8 або 9 квітня (можливо, в ніч з 8 на 9) 1937 р. був заарештований НКВД. Розстріляний за вироком Військової колегії Верховного суду СРСР (Ст. 58-10, 11 КК РРФСР) 26 вересня 1937 р.. Прах вченого похований на Донському кладовищі. Реабілітований у 1956 році.

### Сім'я
А. І. Востріков був двічі одружений. Перша дружина (Тетяна) була дочкою другої дружини його батька — І. І. Вострикова. Друга дружина — Ніна Павлівна Ярославцева, у них з А. І. Востріковим народився син — Микита.

## Наукова спадщина
За життя А. І. Вострікова було опубліковано лише незначну кількість його праць. Після арешту значна частина рукописів, що зберігалися у нього на квартирі, зникла, зокрема й об'ємна монографія «Логіка Васубандгу» (англійською мовою), відправлена для публікації в Індію. Однак, завдяки старанням дружини Н. П. Вострікової і Ю. М. Реріха, після реабілітації А. І. Вострікова була опублікована його уціліла монографія «Тибетська історична література», яка, будучи також перекладеною англійською мовою, стала класикою світової тибетології.

### Праці А.І.Вострікова
- Востріков А. І. Тибетська історична література / Складання, коментарі А. В. Зоріна. — СПб.: Петербурзьке Сходознавство, 2007. — 336 с. — (Orientalia).
- Vostrikov A. Tibetan Historical Literature / Tr. by RHGupta. — Calcutta: RD Press, 1970.
- Востріков А. І. Тибетська історична література / Відповідальний редактор Ю. М. Реріх. — М .: ШВЛ, 1962. — (Bibliotheca Buddhica, XXXII).
- Артхашастра, або Наука політики / Переклад з санскриту С. Ф. Ольденбурга, Ф. І. Щербатского, Е. Е. Оберміллера, А. І. Вострікова, Б. В. Семічова. Видання підготував В. І. Кальянов. Примітки В. І. Кальянова. Покажчики В. Г. Ермана. Редакційна комісія видання: В. В. Струве (відповідальний редактор), Б. А. Ларін, В. І. Кальянов, І. П. Байков. — М.; Л.: Вид-во Академії наук СРСР, 1959. — 796 с.
- Востріков А. І. (без вказівки імені) Статті «Тибетська література» і «Тибетська мова» в «Літературній енциклопедії» (Т. IX, М., 1939)
- Some Corrections and Critical Remarks on Dr. Johan van Manen's Contribution to the Bibliography of Tibet // Bulletin of the School of Oriental Studies. — L., 1935. — Vol. 8. — P. 51-76.
- The Nyāyavārttika of Udyotkara and the Vādanyāya of Dharmakīrti // The Indian Historical Quarterly. — +1935. — Vol. XI, March, No. 1. — P. 18-35.
- Vostrikov A. Logic of Vasubandhu (1935, втрачена).
- Востріков А. І. С. Ф. Ольденбург і вивчення Тибету // Записки Інституту Сходознавства Академії Наук. — М .; Л., 1935. — Т. 4. — С. 59-81.
- Востріков А. І., Поппе Н. Н. Літопис баргузинських бурят: Тексти і дослідження. — М.; Л., 1935. — 75 с.
- Востріков А. І. Про філософію Dharmakīrti (1931, втрачена).